# Justin McCarthy (jégkorongozó)
Justin Jeremiah McCarthy (Charlestown, Massachusetts, 1899. január 25. –  Centerville, Massachusetts, 1976. április 8.) olimpiai ezüstérmes amerikai jégkorongozó.
Az 1924. évi téli olimpiai játékokon részt vett az amerikai férfi jégkorong-válogatottal a jégkorongtornán. A csoportkörből óriási fölénnyel, kapott gól nélkül jutottak tovább a négyes döntőbe, ahol csak a kanadai válogatott tudta őket legyőzni, így ezüstérmesek lettek. A Boston Athletic Associationból került a válogatottba.  5 mérkőzésen játszott és 8 gólt ütött. Ebből kétszer mesterhármast.